# سیارک ۱۵۷۷۴۷
سیارک ۱۵۷۷۴۷ (به انگلیسی: 157747 Mandryka، نامگذاری:2006CS9) صد و پنجاه و هفت هزار و هفتصد و چهل و هفتمین سیارک کشف شده‌است که در ۲ فوریه ۲۰۰۶ کشف شد.